# Tolomeo V
Tolomeo Epìfane Eucarìsto (in greco antico: Πτολεμαῖος Ἐπιφανὴς Eὐχάριστος?, Ptolemàios Epiphanḕs Euchàristos; in egizio: ptwlmys nṯr pry nb nfrw, ptwlemys netjer pery neb neferu; 9 ottobre 210 a.C. – 180 a.C.), chiamato nella storiografia moderna Tolomeo V, è stato un faraone egizio appartenente al periodo tolemaico, quinto sovrano della dinastia dal 204 a.C. alla sua morte.
Asceso al trono a una giovanissima età, il suo regno fu inizialmente gestito da dei reggenti fino al 197-196 a.C., quando Tolomeo raggiunse l'età per governare e fu incoronato ufficialmente re. In politica estera il suo regno fu disastroso: l'Egitto tolemaico perse per mano di Antioco III il Grande, sovrano dell'impero seleucide, e Filippo V, re di Macedonia, tutte le sue colonie nel mar Egeo, in Asia Minore e in Medio Oriente, mantenendo solamente l'isola di Cipro. Negli affari interni il regno fu scosso da violente rivolte sia a nord, nel delta del Nilo, sia a sud, nella Tebaide, ma tutti i ribelli furono sconfitti e molti vennero uccisi.
Tolomeo morì all'età di trent'anni, ucciso dai suoi generali che lo ritenevano troppo debole e lasciando, come suo padre prima di lui, un erede ancora bambino, Tolomeo Filometore, la cui reggenza fu affidata alla madre Cleopatra.

## Biografia

### Origini familiari
Tolomeo era nato all'interno della dinastia tolemaica, che regnava sull'Egitto dal 305 a.C., quando il suo trisavolo Tolomeo I Sotere si era proclamato faraone. Era figlio di Tolomeo IV Filopatore ed Arsinoe III, che erano fratelli; i suoi nonni erano quindi Tolomeo III Evergete e Berenice II, i suoi zii Lisimaco, Alessandro, Magas e Berenice. Era inoltre anche un lontano discendente dei Seleucidi, sovrani dell'Impero seleucide.

### Giovinezza e ascesa al potere (210-204 a.C.)

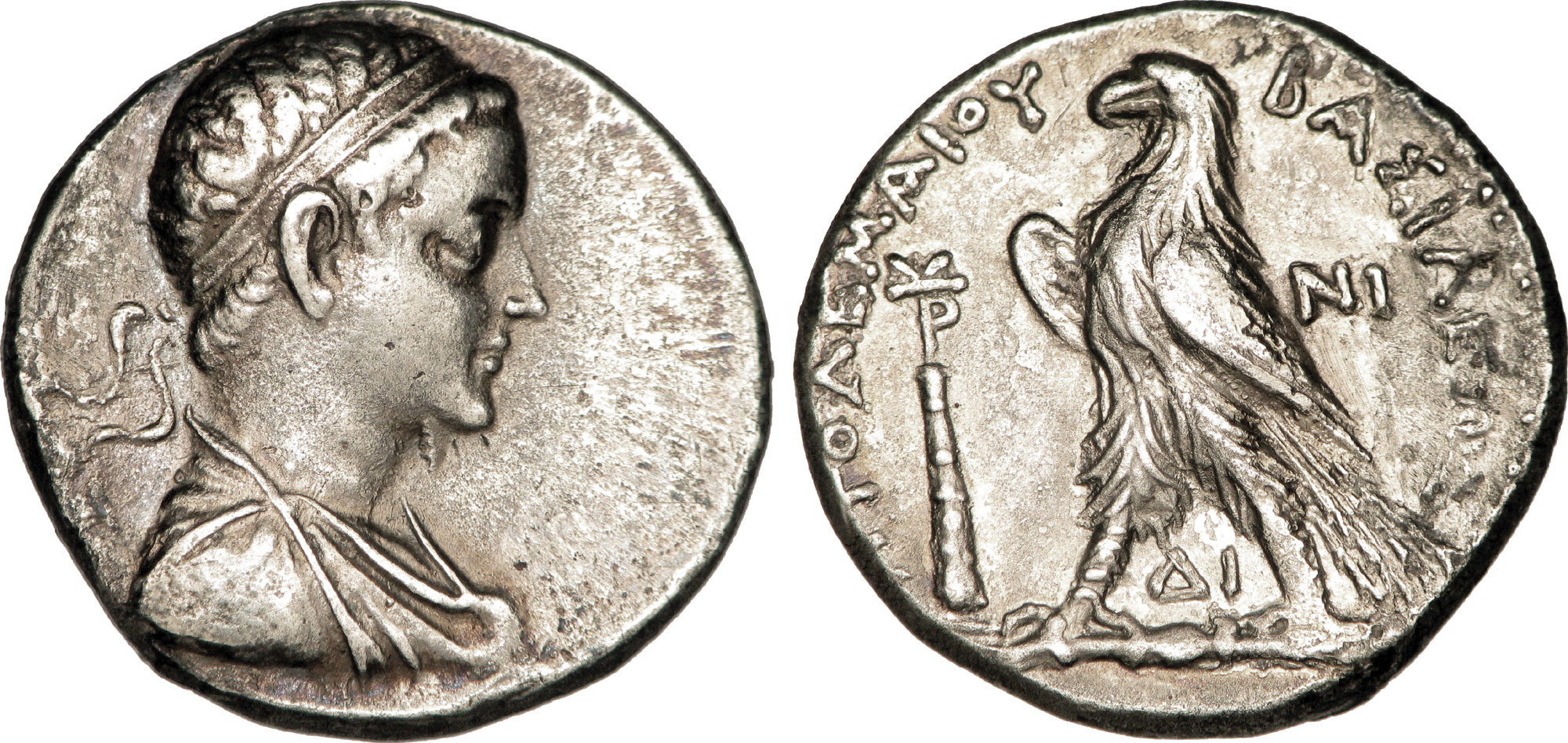
Tetradramma con l'effigie di Tolomeo V Epifane e l'aquila di Zeus, simbolo dell'Egitto tolemaico

Pochi mesi dopo la nascita venne nominato coreggente insieme al padre a partire già dal 210 a.C. Tolomeo IV morì nella primavera o nell'estate del 204 a.C. e, essendo il nuovo sovrano ancora molto giovane, i due potenti ministri reali Agatocle e Sosibio acquisirono subito il potere. I due, per evitare che la madre Arsinoe III prendesse la reggenza, la fecero subito assassinare, in modo da assicurarsi la loro posizione. Convocarono quindi un consiglio con le guardie reali e i generali di cavalleria e fanteria, annunciando la morte della coppia, e leggendo il testamento, probabilmente falso, di Tolomeo IV: loro due sarebbero stati i guardiani del giovane re, che sarebbe stato affidato alle cure di Enante e Agatoclea, madre e sorella di Agatocle.

### Regno (204-180 a.C.)

#### Il periodo di reggenza (204-201 a.C.)
Sosibio, tuttavia, morì poco dopo e Agatocle rimase come unico reggente del regno, posizione molto scomoda dato che non era molto amato soprattutto dopo l'uccisione della regina Arsinoe, molto benvoluta dagli alessandrini. Tutti gli uomini di una certa importanza vennero mandati lontano dalla capitale: Pelope fu inviato alla corte di Antioco III in Asia Minore come ambasciatore, Tolomeo, figlio di Sosibio, andò in Macedonia da Filippo V e Tolomeo di Megalopoli si recò a Roma.

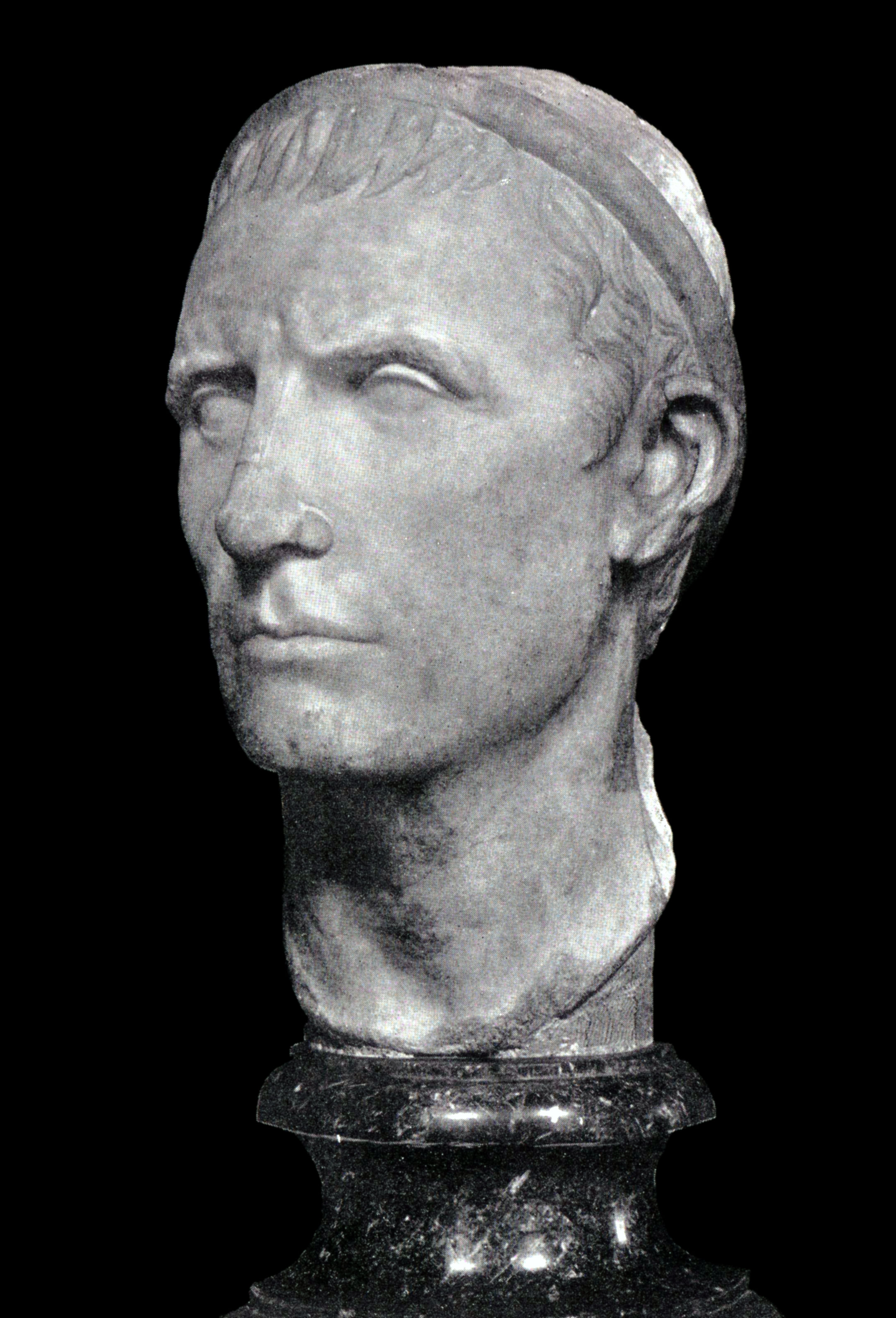
Busto di Antioco III il Grande, sovrano seleucide al tempo di Tolomeo V (Museo del Louvre, Parigi)

Intanto ad Alessandria cresceva il malcontento verso il ministro e si distinse Tlepolemo, stratego di Pelusio; alla fine del 203 a.C. Agatocle fu massacrato insieme alla sua famiglia in una rivolta popolare e Tlepolemo assunse quindi la carica di nuovo reggente. Tlepolemo fece uscire dalla vita politica i due figli di Sosibio, Tolomeo (che era tornato in Egitto) e Sosibio, quest'ultimo membro della guardie reale di Tolomeo; tuttavia, mostrando di non avere grandi capacità amministrative, venne anche lui sostituito nel 201 a.C. da Aristomene di Alizia, un amico del vecchio ministro Agatocle.

#### Guerre contro Filippo V e Antioco III (201-197 a.C.)
Quando ancora Tlepolemo amministrava il regno, il re seleucide Antioco III entrò con il suo esercito, sostenuto da quello macedone di Filippo V, nei territori tolemaici della Celesiria, conquistando Damasco e iniziando la quinta guerra siriaca; Tlepolemo allora invocò l'aiuto di Roma inviando un'ambasciata in Italia. Antioco conquistò tutta la Siria nel 201 a.C. e a Tolomeo restarono solamente le città costiere della Fenicia; il generale tolemaico in Siria, Tolomeo, passò dalla parte dei Seleucidi e venne nominato governatore di Celesiria e Fenicia. Nell'inverno tra il 201 e il 200 a.C. i tolemaici si riorganizzarono sotto il comando di Scopas che riconquistò molte città, compresa Gerusalemme, ma venne poi sconfitto nella battaglia di Panea. Antioco conquistò quindi Sidone, l'ultima roccaforte egizia, e Scopas andò in Etolia, per reclutare un esercito in caso Antioco avesse invaso l'Egitto stesso; il seleucide rimase però in Celesiria, consolidando il potere nella regione appena acquisita.

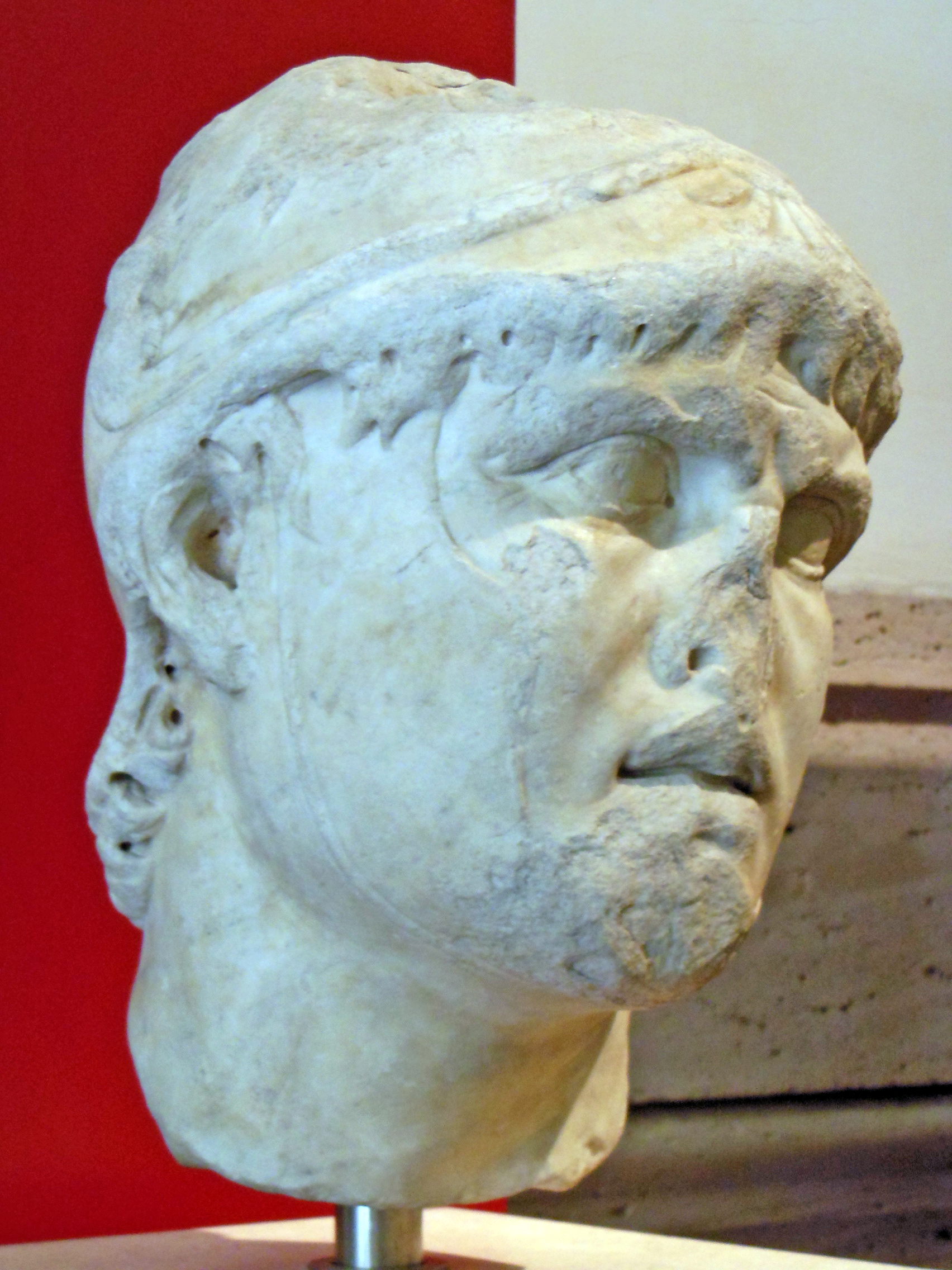
Busto di Filippo V di Macedonia, copia romana (Museo Nazionale Romano, Roma)

Contemporaneamente, durante la guerra di Creta, Filippo V di Macedonia si impossessò delle isole tolemaiche dell'Egeo, tra le quali vi era Samo, la base della flotta tolemaica in Grecia. Tuttavia le isole furono riconquistate grazie all'aiuto di Attalo di Pergamo, che era in aperta guerra con Filippo. Alla fine del 201 a.C. gli ambasciatori ellenistici arrivarono a Roma e così il Senato romano decise di inviare a sua volta degli emissari: con l'intervento di Roma anche Atene si schierò contro Filippo e questi, che ignorò le richieste del Senato, invase la Tracia tolemaica. I romani scesero allora in campo, iniziando la seconda guerra macedonica, sotto il comando di Marco Emilio Lepido.
L'ambasciata romana raggiunse quindi Alessandria nel 200 a.C. ma non perpetrò la causa di Tolomeo e anzi lasciò libero Antioco di occupare i territori tolemaici in Asia Minore a patto che non si schierasse con Filippo V contro Roma. Antioco completò quindi la totale annessione della Celesiria nel 198 a.C. e dalla primavera dell'anno successivo invase l'Asia Minore: iniziando dalla Cilicia, si mosse con l'esercito e con la flotta lungo tutto il territorio tolemaico arrivando a Efeso, un potente base tolemaica, nell'autunno del 197 a.C. Riuscendo a giungere sul suolo europeo, Antioco fece dell'impero seleucide la più importante potenza ellenistica del tempo.

#### Incoronazione e matrimonio (197-193 a.C.)

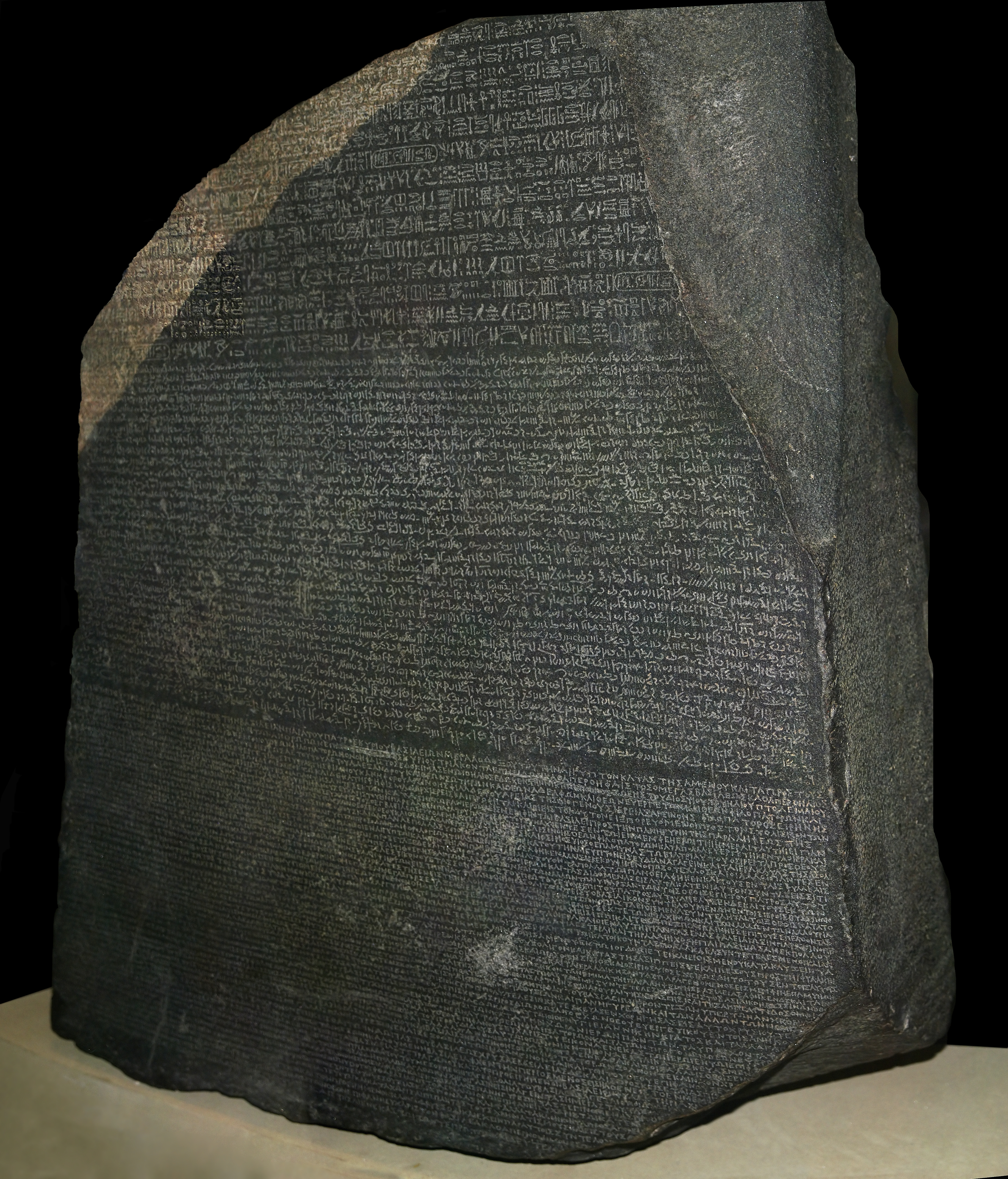
La stele di Rosetta, lastra che presenta il decreto di Menfi emanato da Tolomeo V nel 196 a.C. (British Museum, Londra)

Nel 197 a.C. arrivò ad Alessandria Policrate di Argo, celebre militare e politico, mentre Aristomene di Alizia era ancora al potere e amministrava un regno debole senza un potere regio. Il 26 marzo 196 a.C. a Menfi Tolomeo venne incoronato faraone dal gran sacerdote di Ptah Horemakhet e Aristomene fu allontanato e soppiantato da Policrate. Tra la fine del 196 e l'inizio del 195 a.C. un inviato di Roma, Lucio Cornelio Lentulo, incontrò Antioco per negoziare un trattato con Tolomeo: i Romani rappresentavano gli interessi egizi e così il regno tolemaico entrò a far parte della sfera di influenza romana. Antioco, che non aveva intenzione di accettare la richiesta di abbandonare l'Asia Minore, dichiarò che aveva appena concluso un accordo con Tolomeo che prevedeva il matrimonio della propria figlia con il sovrano egizio: nell'inverno tra il 194 e il 193 a.C. Tolomeo sposò a Rafah la principessa seleucide Cleopatra I, detta Sira per le sue origini. Da lei ebbe tre figli: Cleopatra II, Tolomeo VI e Tolomeo VIII.

#### Le rivolte in Tebaide e sul Delta (200-185 a.C.)
Nel 206 a.C., quando il padre di Tolomeo, Tolomeo IV Filopatore, era ancora in vita, la popolazione nativa egizia della Tebaide elevò a faraone Haruennefer, appoggiato dalla classe sacerdotale di Amon-Ra in opposizione a quella filo-tolemaica di Ptah. Nel 200 a.C. a Haruennefer successe Ankhuennefer, la cui relazione con il predecessore non è chiara. Subito dopo la morte di Haruennefer le truppe tolemaiche iniziarono un'avanzata di riconquista: nell'agosto del 199 a.C. assediarono Abido e la conquistarono, così come Tebe stessa alla fine dello stesso anno. Nel 196 a.C., comunque, Ankhuennefer ricevette aiuto militare dai sovrani nubiani di Meroe che stanziarono il loro esercito a Syene e permisero al ribelle di riconquistare Tebe.

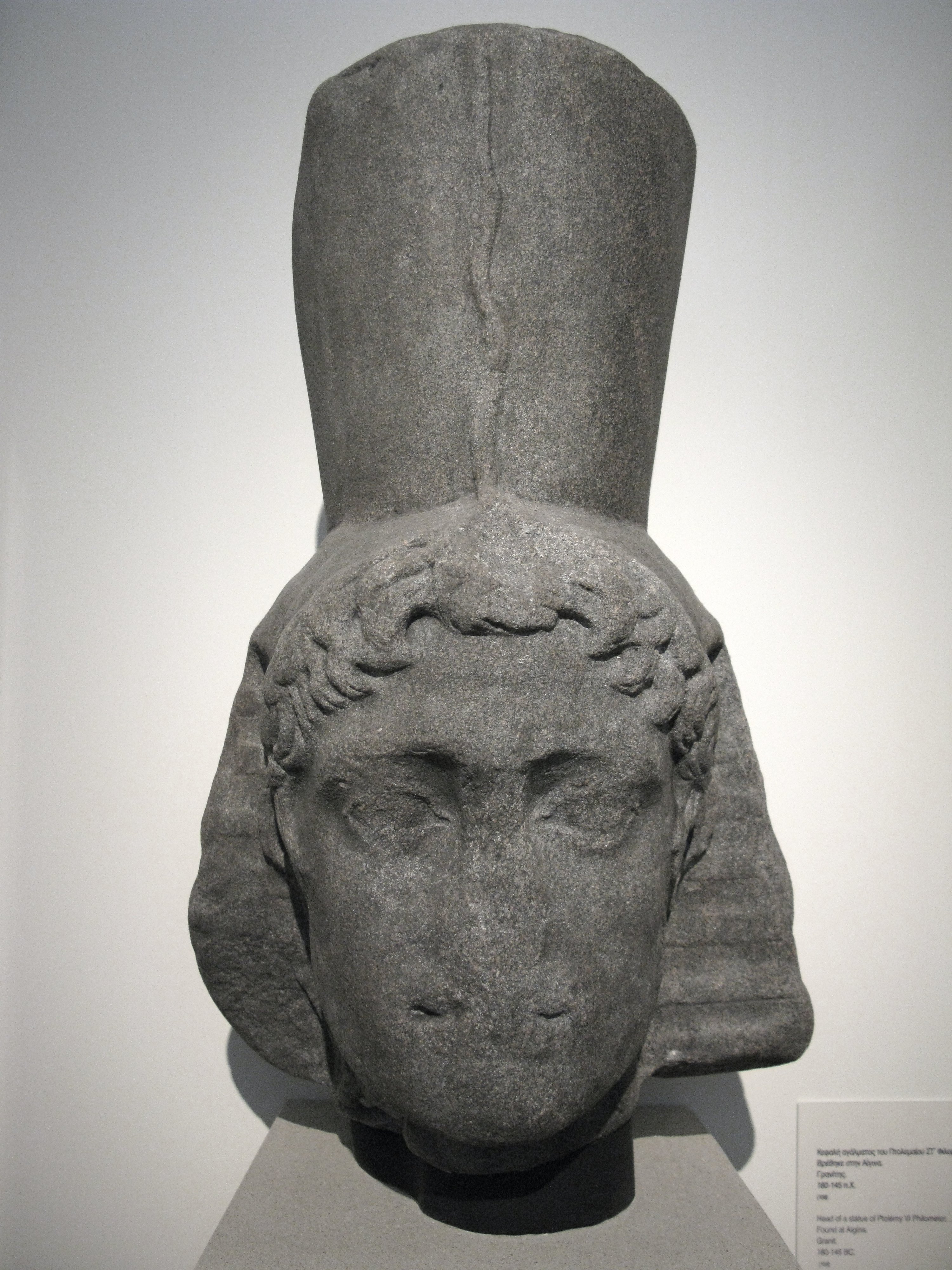
Testa in granito di Tolomeo VI Filometore, figlio e successore di Tolomeo V (Museo archeologico nazionale, Atene)

Ankhuennefer riuscì a spingersi molto più a nord del suo predecessore ma, dal 187 a.C., la situazione iniziò a tornare a favore di Tolomeo: i nubiani abbandonarono l'Egitto e il generale tolemaico Comano riuscì ad avanzare fino a Ermopoli. I sacerdoti simpatizzanti del faraone ribelle dovettero abbandonare l'Egitto e rifugiarsi in Nubia. Tra il 27 e il 28 agosto del 186 a.C. Comano riuscì a sconfiggere Ankhuennefer e suo figlio in una battaglia: il re fu imprigionato mentre il suo erede ucciso. Il prigioniero fu portato nella capitale e, grazie all'intercessione dei sacerdoti, riuscì a ricevere la grazia da Tolomeo.
Altre rivolte ci furono nel delta del Nilo: furono continue dal 197 a.C., quando i ribelli furono assediati a Licopoli e infine giustiziati a Menfi, al 185 a.C., quando Policrate di Argo portò alla resa gli ultimi ribelli. I ribelli si arresero a Tolomeo sia perché avevano saputo che il re stava per ricevere un esercito di mercenari dalla Grecia comandati da Aristonico, sia perché gli era stato promesso il perdono. Si recarono quindi a Sais, da Tolomeo, per chiedere la grazia; il re tuttavia rifiutò la concessione, li fece sfilare nudi per le strade e torturare a morte.

### Morte e successione (180 a.C.)
Nella primavera del 180 a.C. Tolomeo V fu avvelenato dai suoi generali, poiché ritenuto troppo debole in politica estera e per non aver cercato di riconquistare i territori della Celesiria. Gli successe il figlio maggiore, Tolomeo VI Filometore, che governò per i primi anni sotto la custodia della madre Cleopatra.

## Titolatura
Secondo la titolatura reale egizia, Tolomeo V ebbe diversi nomi:
- nome Horo: ḥwnw ḫꜥ m nsw ḥr st it.f (hunu kha em nesu her set it.ef), "il giovane che è apparso come re sul trono del padre";
- nome Nebty (o delle Due Signore): wr-pḥty smn tꜢwy snfr tꜢ-mry mnḫ-ib ḫr nṯrw (per pehty, semen tawy, senefer ta-mery menekh ib kher netjeru), "colui che è pieno di forza, che ha fondato le Due Terre e reso Ta-mery (l'Egitto) perfetta essendo efficace davanti agli dèi";
- nome Horo d'Oro: wꜢḏ ꜥnḫ n ḥnmmt nb ḥbw-sd mi ptḥ tꜢ-ṯnn ity mi rꜥ (wadj ankh en henmemet, neb hebu-sed mi ptah ta-tjenen, ity mi ra), "colui che ha reso fiorente la vita dell'umanità, possessore di Heb-Sed come Ptah Tatenen e sovrano come Ra";
- nome del Trono: iwꜥ n nṯrwy mrwy it. stpn ptḥ wsr kꜢ rꜥ sḫm ꜥnḫ imn (iwa en netjerwy merwy it, setepen ptah, weser ka ra, sekhem ankh imen), "figlio dei due dei Filopatores, scelto da Ptah, colui che è forte del ka di Ra, immagine vivente di Amon";
- nome personale (nomen di nascita): ptwlmys, ꜥnḫ ḏt mry ptḥ (ptwlemys, ankh jet, mery ptah), "Tolomeo, dalla vita eterna, amato da Ptah".[33]

## Ascendenza
|             |            |                 | Genitori            |  |  | Nonni |  |  | Bisnonni   |  |  | Trisnonni |  |
|             |            |                 |                     |  |  |       |  |  | Tolomeo II |  |  | Tolomeo I |  |
|             |            |                 |                     |  |  |       |  |  | Tolomeo II |  |  | Tolomeo I |  |
|             |            | Berenice I      |                     |  |  |       |  |  | Tolomeo II |  |  |           |  |
| Tolomeo III |            |                 |                     |  |  |       |  |  | Tolomeo II |  |  |           |  |
|             |            | Arsinoe I       | Lisimaco            |  |  |       |  |  |            |  |  |           |  |
|             |            | Arsinoe I       | Lisimaco            |  |  |       |  |  |            |  |  |           |  |
|             |            | Arsinoe I       | Nicea di Macedonia  |  |  |       |  |  |            |  |  |           |  |
| Tolomeo IV  |            | Arsinoe I       |                     |  |  |       |  |  |            |  |  |           |  |
|             |            | Magas di Cirene | Filippo             |  |  |       |  |  |            |  |  |           |  |
|             |            | Magas di Cirene | Filippo             |  |  |       |  |  |            |  |  |           |  |
|             |            | Magas di Cirene | Berenice I          |  |  |       |  |  |            |  |  |           |  |
| Berenice II |            | Magas di Cirene |                     |  |  |       |  |  |            |  |  |           |  |
|             |            | Apama II        | Antioco I           |  |  |       |  |  |            |  |  |           |  |
|             |            | Apama II        | Antioco I           |  |  |       |  |  |            |  |  |           |  |
|             |            | Apama II        | Stratonice di Siria |  |  |       |  |  |            |  |  |           |  |
| Tolomeo V   |            | Apama II        |                     |  |  |       |  |  |            |  |  |           |  |
|             | Tolomeo II | Tolomeo I       |                     |  |  |       |  |  |            |  |  |           |  |
|             | Tolomeo II | Tolomeo I       |                     |  |  |       |  |  |            |  |  |           |  |
|             | Tolomeo II | Berenice I      |                     |  |  |       |  |  |            |  |  |           |  |
| Tolomeo III | Tolomeo II |                 |                     |  |  |       |  |  |            |  |  |           |  |
|             |            | Arsinoe I       | Lisimaco            |  |  |       |  |  |            |  |  |           |  |
|             |            | Arsinoe I       | Lisimaco            |  |  |       |  |  |            |  |  |           |  |
|             |            | Arsinoe I       | Nicea di Macedonia  |  |  |       |  |  |            |  |  |           |  |
| Arsinoe III |            | Arsinoe I       |                     |  |  |       |  |  |            |  |  |           |  |
|             |            | Magas di Cirene | Tolomeo I           |  |  |       |  |  |            |  |  |           |  |
|             |            | Magas di Cirene | Tolomeo I           |  |  |       |  |  |            |  |  |           |  |
|             |            | Magas di Cirene | Berenice I          |  |  |       |  |  |            |  |  |           |  |
| Berenice II |            | Magas di Cirene |                     |  |  |       |  |  |            |  |  |           |  |
|             |            | Apama II        | Lisimaco            |  |  |       |  |  |            |  |  |           |  |
|             |            | Apama II        | Lisimaco            |  |  |       |  |  |            |  |  |           |  |
|             |            | Apama II        | Nicea di Macedonia  |  |  |       |  |  |            |  |  |           |  |
|             |            | Apama II        |                     |  |  |       |  |  |            |  |  |           |  |

### Esplicative
1. ↑  In egizio, gli epiteti greci Epifane, "dio manifesto", ed Eucaristo, "signore dei beni", sono resi rispettivamente come nṯr pry (netjer pery) e nb nfrw (neb neferu) (Hölbl 2001, p. 166).
2. ↑  La data di nascita è riportata sulla stele di Rosetta ed è il 30º giorno del mese di Mesore (Hölbl 2001, p. 150).

### Riferimenti
1. ↑  Hölbl 2001, p. 133; Whitehorne 2002, p. 205.
2. ↑  Hazzard 2000, p. 164.
3. ↑  Clayman 2014, p. 173.
4. ↑  Hölbl 2001, p. 133; Clayman 2014, p. 173.
5. ↑  Bunson 2014, p. 10; Hölbl 2001, p. 134.
6. ↑  Polibio, XV, 25; Hölbl 2001, p. 134.
7. ↑  Polibio, XV, 25.3-12; Hölbl 2001, pp. 134-135.
8. ↑  Polibio, XV, 25.13-15; Hölbl 2001, p. 135.
9. ↑  Polibio, XVI, 21.1; Bunson 2014, p. 10; Hölbl 2001, p. 135.
10. ↑  Polibio, XVI, 22; Hölbl 2001, pp. 135-136.
11. ↑  Hölbl 2001, p. 136; Taylor 2013, pp. 89-90.
12. ↑  Livio, XXXIII, 19; Hölbl 2001, p. 136; Taylor 2013, p. 93.
13. ↑  Polibio, XVI, 39; Hölbl 2001, p. 136; Taylor 2013, pp. 90-91.
14. ↑  Livio, XXXI, 43; Hölbl 2001, p. 136.
15. ↑  Hölbl 2001, p. 136.
16. ↑  Livio, XXXIII, 20; Hölbl 2001, p. 137.
17. ↑  Polibio, XIV, 34;  Hölbl 2001, p. 137.
18. 1 2  Hölbl 2001, p. 137.
19. ↑  Hölbl 2001, p. 138; Taylor 2013, pp. 100-101.
20. ↑  Hölbl 2001, p. 138.
21. ↑  Polibio, XVIII, 54.1; 55.4-6; Hölbl 2001, pp. 138-139; Parkinson, Diffie, Fischer, Simpson 1999, p. 29.
22. ↑  Livio, XXXIII, 39; Polibio, XXVIII, 49; Hölbl 2001, p. 140.
23. ↑  Livio, XXXIII, 40; Polibio, XXVIII, 51.
24. ↑  Livio, XXXV, 13; Hölbl 2001, p. 140; Taylor 2013, p. 164.
25. ↑  Tyldesley 2008, p. 229.
26. ↑  Hölbl 2001, p. 155.
27. ↑  Hölbl 2001, p. 156; Wilkinson 2011, p. 484.
28. ↑  Hölbl 2001, pp. 155-156.
29. ↑  Hölbl 2001, p. 157; Walbank 2002, p. 77.
30. ↑  Polibio, XXII, 17.4-5; Hölbl 2001, p. 157.
31. ↑  Hölbl 2001, p. 142.
32. ↑  Bunson 2014, p. 83; Taylor 2013, p. 164.
33. ↑  Leprohon 2013, p. 181.